# Renata Karabova
Renata Karabova (Košice, 23 juli 1987) is een Slowaaks inline-skater en daarnaast langebaanschaatsster en shorttrackster.

## Inline-skaten
Karabova deed mee aan de Wereldkampioenschappen inline-skaten 2008 in Gijón, daarbij eindigde ze op de 500 meter sprint op de weg als drieëndertigste. Verder deed ze hiernaast mee aan de World Inline Cup die bestaat uit verschillende marathons, hierbij haalde Karabova verschillende successen waaronder de zege in het eindklassement van 2012.

## Langebaanschaatsen
In het seizoen 2006-2007 deed Karabova mee aan het Wereldkampioenschap schaatsen junioren 2007, hierbij eindigde ze op de drieënveertigste plaats in het eindklassement. Verder kwam ze uit in de wereldbeker, in zowel 2007 als in 2008. Hierbij wist ze geen wereldbekerpunten te behalen.

### Persoonlijke records
| Afstand    | Tijd    | Datum            | Baan       |
| ---------- | ------- | ---------------- | ---------- |
| 500 meter  | 45,53   | 24 november 2013 | Inzell     |
| 1000 meter | 1.29,46 | 25 februari 2009 | Harbin     |
| 1500 meter | 2.16,59 | 2 november 2008  | Erfurt     |
| 3000 meter | 4.41,74 | 7 december 2007  | Heerenveen |

### Resultaten
| Jaar | Wereldbeker                | WK Junioren          |
| ---- | -------------------------- | -------------------- |
| 2007 | 0p 1000m 0p 1500m 0p 3k/5k | NC43 (45, 43, 44, -) |
| 2008 | 0p 3k/5k                   |                      |

- = geen deelname
NC# = niet gekwalificeerd voor de laatste afstand, maar wel als #e geklasseerd in de eindrangschikking
0p = wel deelgenomen, maar geen punten behaald
(#, #, #, #) = afstandspositie op juniorentoernooi (500m, 1500m, 1000m, 3000m).

## Shorttrack
Bij het shorttracken deed Karabova in totaal viermaal deel aan het wereldkampioenschappen shorttrack junioren, haar beste resultaat op dit kampioenschap is de 29e positie in 2006 in Roemenië. Verder deed ze ook mee aan het Europees kampioenschap 2004 in Zoetermeer, hierbij eindigde Karabova als achtentwintigste in het klassement.